# La Palma

Bandiera di La Palma

La Palma, nota anche come San Miguel de La Palma, è un'isola dell'arcipelago delle Canarie (Spagna) che si trova 80 km a ovest di Tenerife. Con i suoi 82.346 abitanti (2015), La Palma è la quinta isola più popolosa delle Canarie e si estende per 708,32 km² (circa 40 km per 20 km) che ne fanno la quinta anche per estensione. Il Capoluogo dell'isola è Santa Cruz de La Palma.
Nel centro dell'isola si trova il Parco nazionale della Caldera de Taburiente, che è uno dei quattro parchi nazionali presenti nell'arcipelago.
Nel 2002 l'isola è stata dichiarata Riserva della biosfera dall'UNESCO.

## Amministrazione
Il capoluogo dell'isola è Santa Cruz de la Palma. Amministrativamente l'isola è compresa nella provincia di Santa Cruz de Tenerife.

## Geografia
L'isola è formata da due edifici vulcanici attigui: uno a nord, circolare, con un diametro di circa 25 chilometri e interrotto dalla profonda depressione della Caldera de Taburiente; e a sud la catena vulcanica chiamata Cumbre Vieja, formazione fra le più attive delle isole Canarie, di forma allungata e che si estende su una linea di circa 20 chilometri. La principale cima dell'isola, seconda in tutto l'arcipelago, è il Roque de los Muchachos, alto 2.426 m e compreso nel Parco nazionale della Caldera de Taburiente. A sud dell'isola si estende il Parco naturale del Cumbre Vieja che comprende nel suo territorio il vulcano omonimo. Durante l'eruzione del 1971 si poté assistere alla formazione del vulcano Teneguía. Una nuova eruzione nella zona meridionale dell'isola è iniziata il 19 settembre 2021, dopo un intenso sciame sismico, causando l'evacuazione di migliaia di persone e la distruzione di centinaia di edifici.

## Simboli naturali
I simboli naturali di La Palma sono: Pyrrhocorax pyrrhocorax barbarus (graja) e Pinus canariensis (pino delle Canarie).

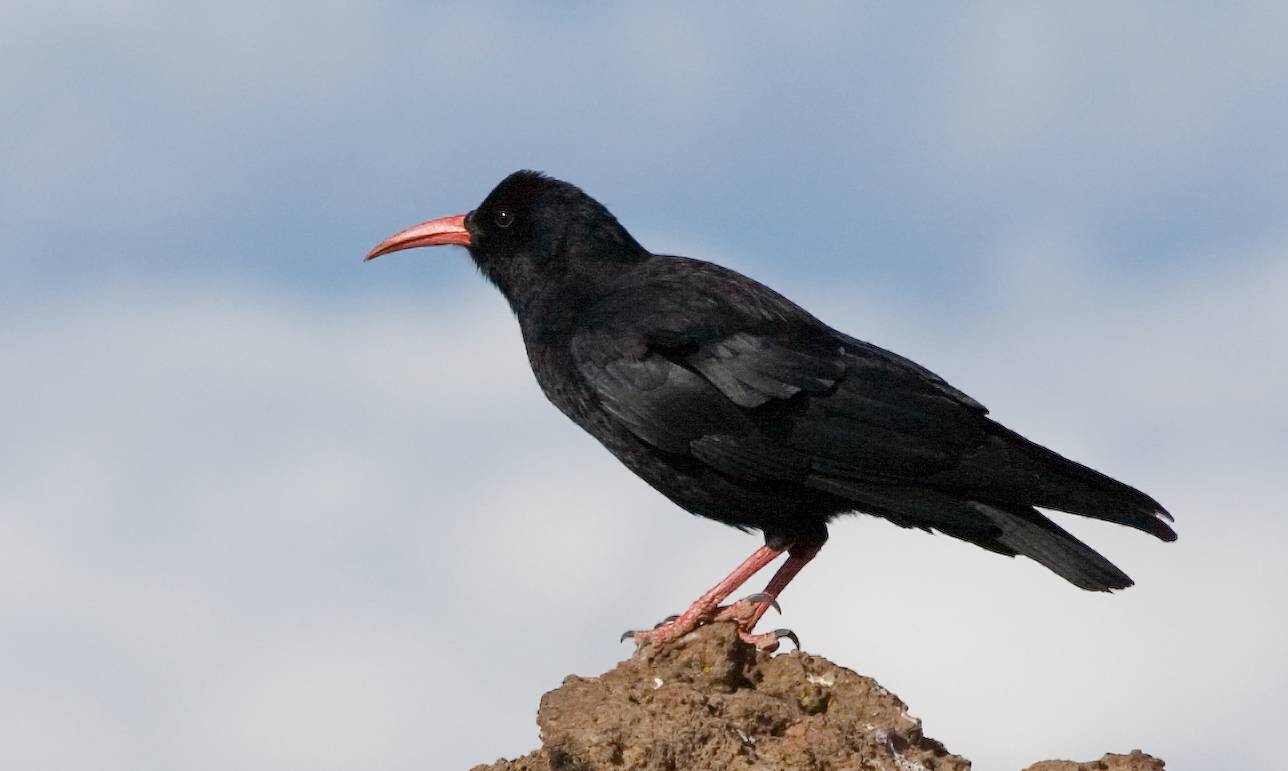
Pyrrhocorax pyrrhocorax barbarus
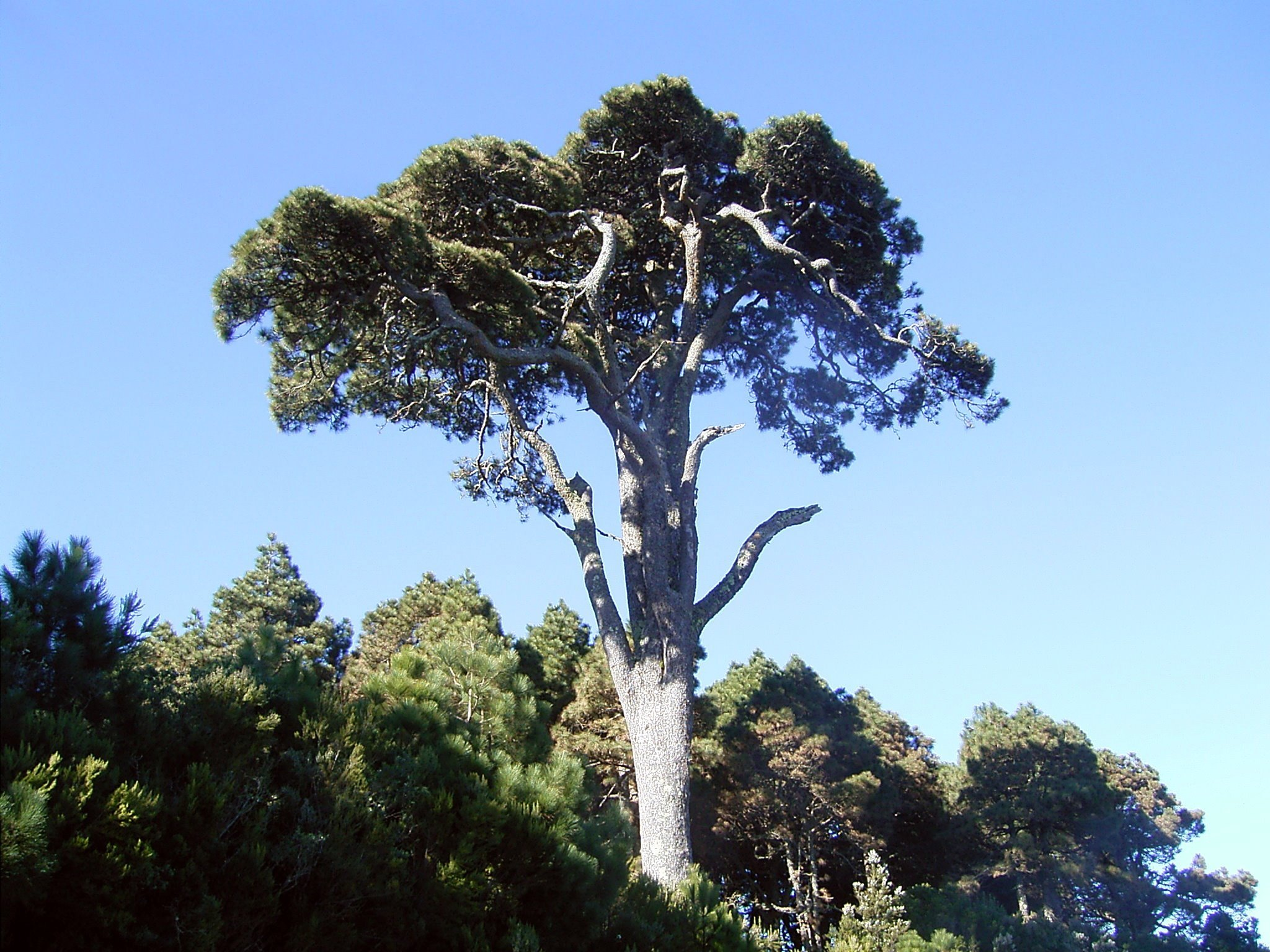
Pinus canariensis

## Storia
Al tempo della colonizzazione europea, le Isole Canarie erano abitate da nativi canari, indicati collettivamente come Guanci, sebbene i nativi di La Palma siano più correttamente conosciuti come Auaritas. L'origine di questi nativi non è chiara, ma si ritiene che condividano antenati comuni con i berberi del Nord Africa. I Guanci avevano una cultura neolitica divisa in diversi clan guidati da capi. Il loro nome per La Palma era Benahoare. I principali resti di questa cultura sono le loro abitazioni rupestri, enigmatiche incisioni rupestri e sentieri lastricati in pietra attraverso le montagne. Dopo l'occupazione spagnola di La Palma, i nativi delle Canarie scomparvero venendo uccisi, venduti come schiavi o assimilandosi alla popolazione spagnola.
Si ritiene che le Isole Canarie fossero conosciute dai Fenici e dai Greci, ma le prime testimonianze scritte sono dello scrittore romano Plinio il Vecchio, che citava Giuba II di Numidia, ma gli scritti di Giuba andarono successivamente perduti. Il navigatore genovese Lancelotto Malocello raggiunse l'arcipelago nel 1312 e vi rimase per due decenni fino a quando non fu espulso da una rivolta indigena. Nel 1404 gli spagnoli iniziarono la conquista delle isole. Sebbene il primo sbarco a La Palma fosse nel 1405, ci volle fino al 1493 e diverse battaglie sanguinose finché l'ultima resistenza degli indigeni fu spezzata. Il conquistatore della Palma fu Alonso Fernández de Lugo, che sconfisse Tanausu, l'ultimo re dell'isola. Ha governato l'area conosciuta come Acero (Caldera de Taburiente). Tanausu subì un'imboscata dopo aver accettato una tregua organizzata da Fernández de Lugo e Juan de Palma, un guanche convertito al cristianesimo e parente di Tanausu.
Per i due secoli successivi, gli insediamenti a La Palma si arricchirono poiché l'isola fungeva da stazione commerciale sulla strada per il Nuovo Mondo. La Palma ha ricevuto immigrati da Castiglia, Maiorca, Andalusia, Portogallo e Catalogna.

## Economia

### Agricoltura

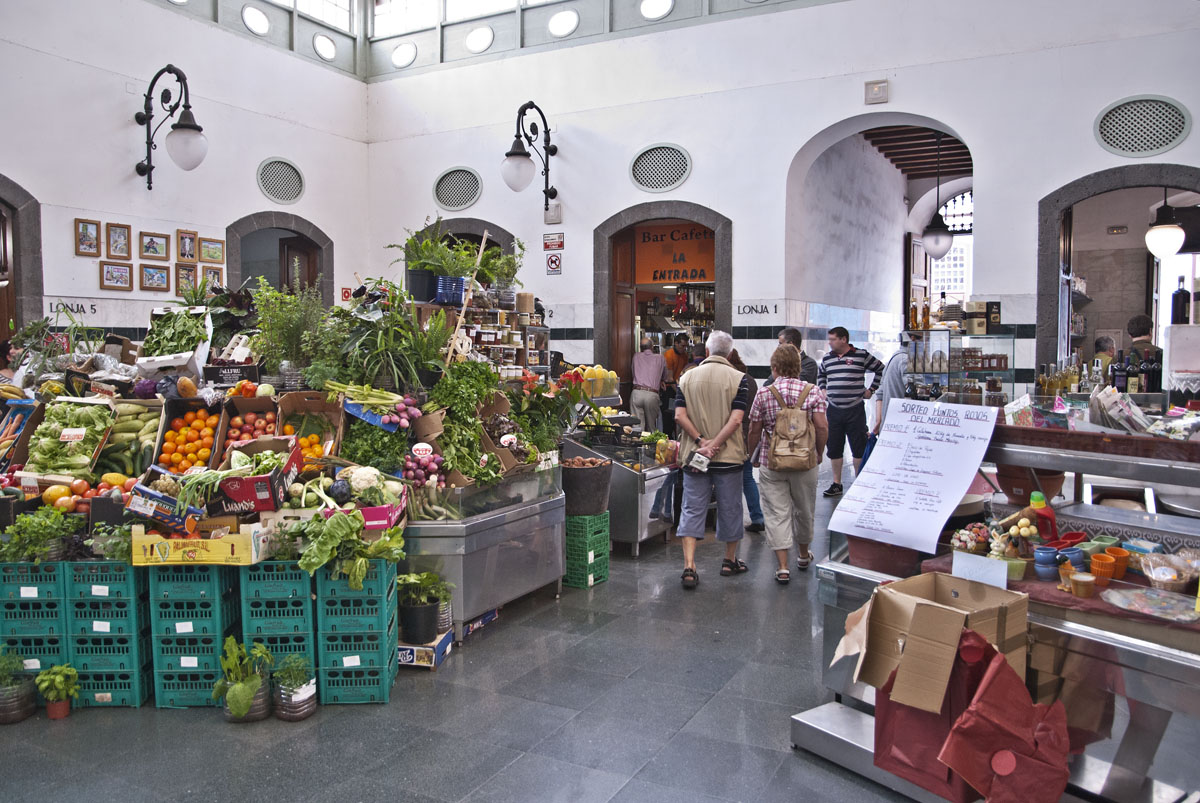
Mercato a Santa Cruz de La Palma

La produzione di banane a La Palma nel 2012 ha contribuito con 125.000 tonnellate a oltre il 60% delle vendite totali dell'isola e il 35% alle esportazioni totali delle Isole Canarie. La coltivazione delle banane si sviluppa su circa 3000 ettari di terreno. Inoltre, vino, avocado, agrumi e ortaggi sono sempre più coltivati per diversificare l'agricoltura.
La banana nana a frutto piccolo ma robusto domina ancora la coltivazione delle banane a La Palma. Viene sempre più sostituito dal più sensibile Giant Cavendish, i cui frutti sono più grandi e quindi più facili da commercializzare. Per proteggere la nuova varietà dai forti venti e per garantire una maggiore umidità nelle piantagioni, queste sono circondate da alti muri e teloni di plastica.
La coltivazione su larga scala di banane sovvenzionata dalla Spagna e dall'UE porta anche a problemi ecologici. Ad esempio, l'agricoltura utilizza da anni più acqua di quanta ne possa compensare la già diminuzione delle precipitazioni. Per l'irrigazione vengono utilizzati anche strati acquiferi di roccia vulcanica. Questo provoca l'abbassamento della falda freatica e il prosciugamento delle poche sorgenti naturali.
L'agricoltura è resa possibile da un sistema di irrigazione unico, costituito da condotte idriche e gallerie che portano l'acqua dalle montagne alle aree utilizzate per l'agricoltura. Questi tunnel a volte sono scavati per centinaia di metri attraverso le rocce e portano l'acqua per diversi chilometri negli abitati della costa.

### Turismo

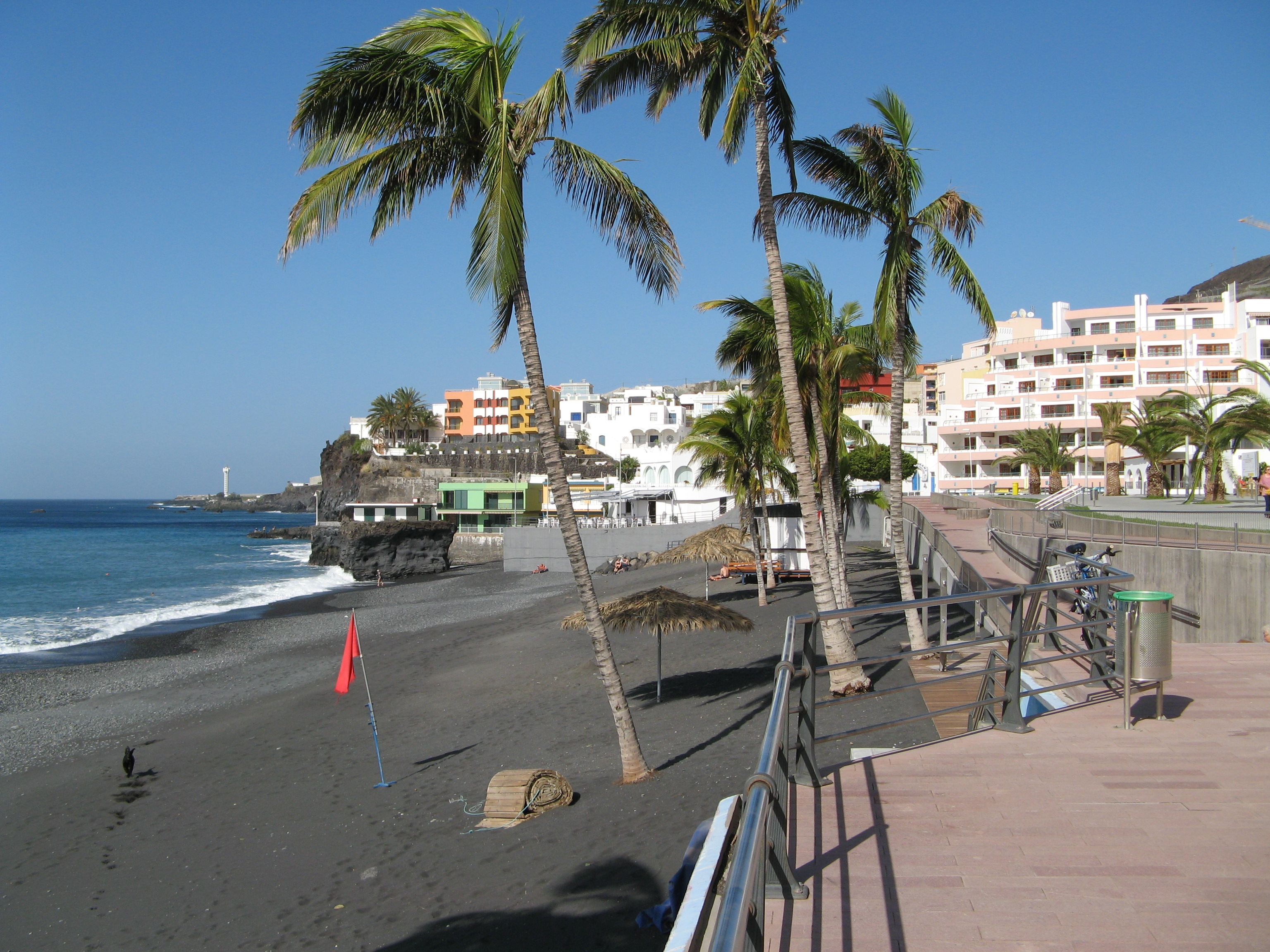
Spiaggia a Puerto Naos, 2013

Nel 1890 c'erano solo alcuni piccoli alberghi a La Palma, che erano frequentati dagli inglesi. Fino alla fine degli anni '80, il turismo alla Palma è rimasto a un basso livello. L'unico grande albergo (200 letti) dell'epoca fu costruito a Puerto Naos. In questo periodo c'erano ancora riserve tra la popolazione locale contro l'afflusso di estranei che all'epoca si esprimevano attraverso graffiti sui muri delle case ("Alemanes fuera" - "Tedeschi fuori"). Il fatto che il turismo alla Palma sia ora anche un'importante fonte di reddito per la popolazione ha messo a tacere tali ostilità.
D'altra parte, La Palma non ha beneficiato dell'inizio del turismo di massa come Tenerife e Gran Canaria negli anni '80. Solo nel 1985 con l'ampliamento dell'aeroporto di La Palma, sul quale potevano atterrare anche aerei charter dall'Europa, iniziò il pacchetto turistico organizzato alla Palma. Ciò ha innescato una maggiore espansione delle località di villeggiatura a Los Cancajos vicino all'aeroporto e sul lato occidentale dell'isola a Puerto Naos. Il numero di ospiti stranieri sull'isola nel 1992 era di 80.994. Negli anni successivi il numero è cresciuto costantemente fino a raggiungere il livello più alto nel 1999 con 135.376 ospiti.
Nel 2006 il numero di ospiti alla Palma era di 111.328 e nel 2013 poi 104.953. Rappresenta solo l'1% del numero totale di ospiti nelle Isole Canarie. Un'indagine sul numero di ospiti nel 2004 mostra una concentrazione sul lato ovest dell'isola con circa l'80%, con circa il 57% nelle località Puerto Naos, La Laguna e Todoque nel comune di Los Llanos. Nella parte orientale dell'isola (soprattutto a Los Cancajos) la proporzione era del 13%. Negli altri undici comuni dell'isola la percentuale era del 19%.[128] Il grafico seguente mostra la distribuzione del numero di ospiti provenienti dai vari paesi di origine nel periodo 2006-2013.
La Palma è tradizionalmente un'isola per escursionisti. Infatti l'isola è coperta da una rete di sentieri segnalati che sono distinti in tre categorie, percorso grande (segnaletica rossa), percorso piccolo (segnaletica gialla) e percorso locale (segnaletica verde).

## Comunicazioni
L'isola è servita dall'aeroporto di La Palma; Santa Cruz de la Palma è il principale porto dell'isola, con traghetti per Santa Cruz de Tenerife e San Sebastián de la Gomera.

## Osservatori

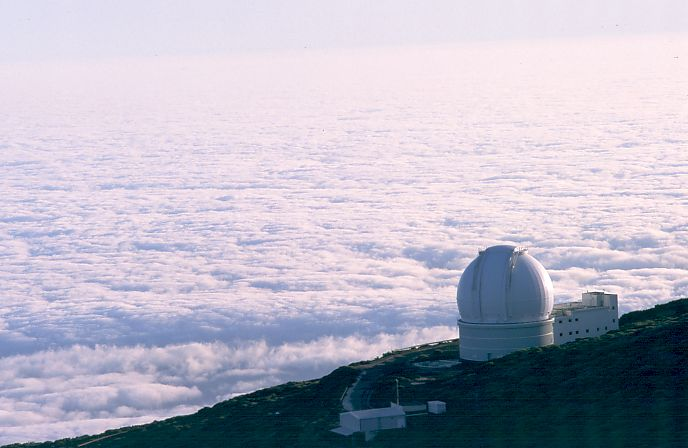
Il mare di nubi sotto ad uno dei telescopi dell'Osservatorio.

Grazie alle peculiarità del clima palmero, e in particolare al fatto che le nubi si formano in uno strato compreso tra 1 e 2 km di altezza, sulla sommità del Roque de los Muchachos (al di sopra delle nubi) si trova l'Osservatorio del Roque de los Muchachos, un gruppo di telescopi di varie nazionalità gestito in comune dall'Instituto de Astrofísica de Canarias e dalle nazioni proprietarie dei telescopi. Tra essi si trova anche il Telescopio nazionale Galileo, il maggiore telescopio ottico italiano.

## Celebrazioni
Ogni cinque anni si svolge la Bajada della Madonna della Neve (patrona dell 'isola di La Palma) dal suo santuario per la capitale dell'isola. Durante queste celebrazioni si svolgono diversi eventi quali: la Danza de los Enanos, Baile del Minué, etc. La festa annuale della Vergine è il 5 agosto.
In carnevale mette in evidenza l'atto di Los Indianos.